# PGC 43465
LEDA/PGC 43465 ist eine lichtschwache Spiralgalaxie vom Hubble-Typ Sd im Sternbild Jungfrau nördlich der Ekliptik. Sie ist rund 205 Millionen Lichtjahre von der Milchstraße entfernt und hat einen Durchmesser von etwa 90.000 Lichtjahren. Vom Sonnensystem aus entfernt sich das Objekt mit einer errechneten Radialgeschwindigkeit von näherungsweise 4.700 Kilometern pro Sekunde. Sie gilt als Mitglied der Galaxiengruppe HCG 62.
Gemeinsam mit NGC 4716 und NGC 4717 bildet sie das wechselwirkendes Trio KTS 46 oder HOLM 466.
Im selben Himmelsareal befinden sich unter anderem die Galaxien NGC 4703, PGC 43319, PGC 43363, PGC 43679.